# Witoszyn Stary (gromada)
Witoszyn Stary – dawna gromada, czyli najmniejsza jednostka podziału terytorialnego Polskiej Rzeczypospolitej Ludowej w latach 1954–1972.
Gromady, z gromadzkimi radami narodowymi (GRN) jako organami władzy najniższego stopnia na wsi, funkcjonowały od reformy reorganizującej administrację wiejską przeprowadzonej jesienią 1954 do momentu ich zniesienia z dniem 1 stycznia 1973, tym samym wypierając organizację gminną w latach 1954–1972.
Gromadę Witoszyn Stary z siedzibą GRN w Witoszynie Starym (w obecnym brzmieniu Stary Witoszyn) utworzono – jako jedną z 8759 gromad na obszarze Polski – w powiecie lipnowskim w woj. bydgoskim, na mocy uchwały nr 24/8 WRN w Bydgoszczy z dnia 5 października 1954. W skład jednostki weszły obszary dotychczasowych gromad Wilczeniec-Fabianki, Winduga, Witoszyn Nowy, Witoszyn Stary, Rachcin, Łęg-Witoszyn i Wilczeniec Bogucki oraz miejscowość Parcele Łochockie z dotychczasowej gromady Łochocin ze zniesionej gminy Szpetal w tymże powiecie. Dla gromady ustalono 20 członków gromadzkiej rady narodowej.
1 stycznia 1956 gromadę włączono do powiatu włocławskiego w tymże województwie.
Gromadę zniesiono 31 grudnia 1959, a jej obszar włączono do gromad Fabianki (wsie Witoszyn Stary, Wilczeniec-Fabianki, Winduga i Rachcin oraz miejscowości Parcele Łachockie, Okrągła, Działy Karowskie, Działy Rachcińskie i Wilczeniec Bogucki) i Szpetal Górny (wsie Witoszyn Nowy i Łęg Witoszyn oraz osada Nowe Rumunki) w tymże powiecie.